# Чарне (гміна)
Гміна Чарне (пол. Gmina Czarne) — місько-сільська гміна у північній Польщі. Належить до Члуховського повіту Поморського воєводства.
Станом на 31 грудня 2011 у гміні проживало 9410 осіб.

## Територія
Згідно з даними за 2007 рік площа гміни становила 234.90 км², у тому числі:
- орні землі: 37.00%
- ліси: 52.00%

Таким чином, площа гміни становить 14.92% площі повіту.

## Населення
Станом на 31 грудня 2011:
| Опис     | Загалом | Загалом | Чоловіки | Чоловіки | Жінки | Жінки |
| -------- | ------- | ------- | -------- | -------- | ----- | ----- |
| одиниця  | осіб    | %       | осіб     | %        | осіб  | %     |
| все      | 9410    | 100     | 4640     | 49.31    | 4770  | 50.69 |
| міське   | 6106    | 100     | 2940     | 48.15    | 3166  | 51.85 |
| сільське | 3304    | 100     | 1700     | 51.45    | 1604  | 48.55 |

## Сусідні гміни
Гміна Чарне межує з такими гмінами: Дебжно, Жечениця, Оконек, Члухув, Щецинек.